# (9480) Inti
(9480) Inti (2553 P-L) – planetoida z pasa głównego asteroid okrążająca Słońce w ciągu 5 lat i 186 dni w średniej odległości 3,12 j.a. Została odkryta 24 września 1960 roku.